# Oliver Twist (film 1921)
Oliver Twist, Jr. è un film muto americano del 1921 diretto da Millard Webb.
Nel 1921 erano ormai già numerose le versioni cinematografiche tratte dall'omonimo romanzo di Charles Dickens, l'ultima delle quali era stata quella ungherese del 1919 con Tibor Lubinszky, primo attore bambino ad interpretare la parte di Oliver Twist fino ad allora riservata a giovani attrici.
Se è ormai diventato impensabile assegnare la parte di Oliver ad un'attrice, il cinema americano non si fida ancora di attori bambini per un ruolo giudicato troppo impegnativo. La parte di Oliver è così affidata ad un attore allora diciannovenne, Harold Goodwin, con già alla spalle una lunga esperienza cinematografica. Solo dopo lo strepitoso successo ne Il monello di Charlie Chaplin, Hollywood troverà finalmente l'attore bambino cui affidare la parte di Oliver nella successiva versione cinematografica del 1922 del racconto di Dickens, in cui il piccolo Jackie Coogan raccoglierà un altro trionfo in coppia con Lon Chaney (Fagin).

## Trama
Cresciuto in un orfanotrofio, Oliver Twist vive sulla strada. Incontra un ladro, un ragazzo che si chiama Artful Dodger. Questo lo presenta a Fagin, capo di una banda di ragazzini, ladruncoli e borseggiatori. Ma Oliver non è un ladro e non vuole rubare. Alla fine ritroverà la propria famiglia e potrà vivere una vita onesta.

## Produzione
Il film fu prodotto dalla Fox Film Corporation.

## Distribuzione
Il film, distribuito dalla Fox Film Corporation, uscì nelle sale americane il 13 marzo 1921.